# Tornet tidsel
Tornet tidsel (Carduus acanthoides) er en 40-120 centimeter høj plante i kurvblomst-familien. Blade og stængler har gule torne. Bladene er fjersnitdelte og hårede på undersiden. De rødviolette blomster sidder i 2-3 centimeter brede og oftest enlige kurve.

## Udbredelse i Danmark
I Danmark findes tornet tidsel hist og her på Øerne på strandvolde, strandoverdrev og vejkanter, mens den er sjælden i resten af landet. Den blomstrer i juli til september.